# 서브우퍼

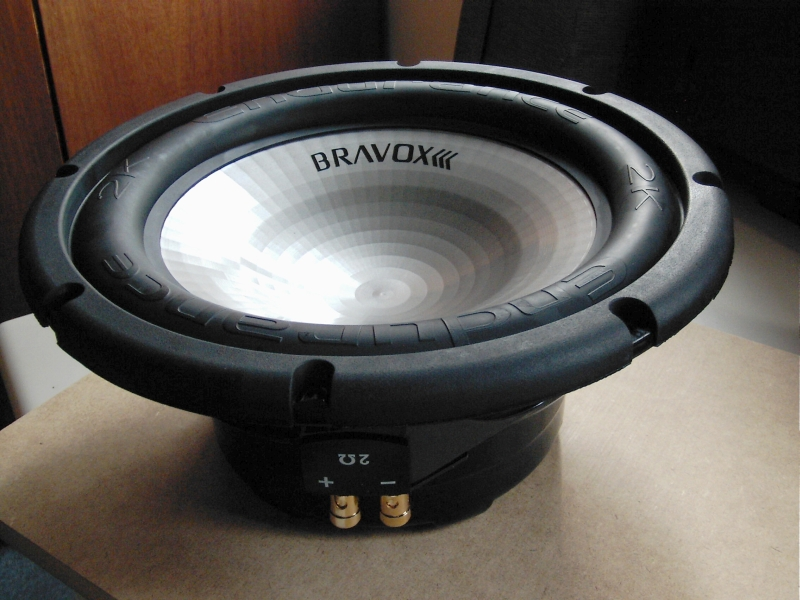
12인치 서브우퍼 유닛

서브우퍼(sub-woofer)는 저음을 담당하는 우퍼의 하나이다.

## 정의
일반적으로 스피커들이 낼수 있는 음역대는 정해져 있다 청력에 문제가 없는 건강한 사람이 들을 수 있는 가청 주파수는 20 Hz ~ 20KHz 대다. 스피커는 용도별로 서브우퍼, 우퍼, 미드 우퍼, 스쿼커, 트위터, 슈퍼 트위터로 분류 된다 분류가 있는 만큼 일반적으로 스피커 별로 재생 음역대가 정해져 있다 우퍼는 100 Hz ~ 299 Hz, 미드우퍼는 300 ~ 499 Hz, 스코커는 500 Hz ~ 2.9KHz, 트위터는 3KHz ~ 6.9KHz,슈퍼 트위터는 7KHz ~ 20KHz 정도의 음역대가 정해져 있다 여기서 다룰 서브우퍼는 우퍼의 최소치인 100 Hz 밑의 즉, 20 Hz ~ 99Hz대역의 저음을 담당하며 주로 홈시어터 시스템에 붙어있다

## 종류
패시브형과 액티브형이 있다. 패시브형은 흔히 볼 수 있는 일반 스피커처럼 생겼으며 삼성이나 LG에서 파는 저가형 홈시어터의 우퍼가 대부분 이런 형태인 경우가 많다. 성능은 액티브형 보다 떨어지는 편이다. 액티브형은 고급형에 많이 쓰이며 뒤에 전용 앰프가 장착 되어 있다. 우퍼 유닛의 설치 방식은 전면 설치형, 측면 설치형, 바닥을 보고 있는 다운 파이어링 형 3가지다. 다만, 무지향성이기 때문에 가까이에서 듣는게 아니라면 어느쪽에 유닛이 있는지 구분하기 어렵다. 따라서 유닛 위치는 어디에 두든 큰 차이가 없다. 다만, 소음 방지를 위해 우퍼의 스피커 방향을 벽면을 바라보지 않게 설치하기도 한다.

## 역할 및 주의사항
서브우퍼는 우퍼의 최소치인 100 Hz 밑의 즉, 20 Hz ~ 99Hz대역의 저음을 담당하며 이 저음은 무지향성 즉, 방향성이 없는 저음이다. 우퍼의 담당 음은 교회 오르간소리 가운데 거의 들릴듯 말듯한 저음역대, 킹콩의 고릴라가 걸을 때 나는 진동소리, 폭발음, 우주 비행선 엔진의 굉음, 천둥소리중 낮게 우르릉 하는 부분등을 담당하고 있다. 따라서 우퍼는 설치위치와 청취 각도가 정해진 일반 스피커와는 달리 아무데나 설치해도 된다. 그러나 장소 선정에 따라 공진 현상을 일으킬 수 있다. 구석에 설치하면 저음이 이상 증폭되어(일반 스피커나 서브 우퍼의 저음을 강조 하려면 바닥에 두고 코너쪽으로 최대한 밀어두면 저음이 약4배 증폭된다) 듣기좋은 푸근한 저음이 아니라 굉음으로 변한다. 또한 우퍼는 낮은 저음역대를 재생 하기에 엄청난 진동과 공진을 일으켜 방진장치 미설치시 소음 피해를 일으킬 가능성이 있다. 서브우퍼는 자체적으로 소음 방지 장치가 되어 있을 수도 있지만 만약을 위해 방진 장치를 설치하는게 바람직하고 방진장치로는 대리석, 고무패드, 스파이크, 고무볼 등이 있으니 서브우퍼를 구매시 방진 장치 판매처를 알아내 구매하는 것이 좋다. 소음 방지 장치가 되어있어도 탁상에 서브우퍼를 놓으면 진동이 탁상의 다리를 통해 바닥으로 그대로 전해지므로 되도록이면 바닥에 놓아야한다.

## 같이 보기
- 우퍼